# タイクーン (映画)
『タイクーン』（Tycoon）は1947年のアメリカ合衆国の映画。主演はジョン・ウェイン。テクニカラー製作。

## キャスト
※括弧内は日本語吹替（初回放送1964年6月27日 TBS）
- ジョニー：ジョン・ウェイン（小林清志）
- マウラ：ラレイン・デイ
- フレデリック：セドリック・ハードウィック
- ミス・ブレイスウェイト：ジュディス・アンダーソン
- ポップ・マシューズ：ジェームズ・グリースン
- リッキー：アンソニー・クイン
- グラント：フォグ・ハリス
- ジョー：ポール・フィックス

## スタッフ
- 監督：リチャード・ウォーレス
- 製作：ステファン・エイムズ
- 原作：C・E・スコギンス
- 脚本：ボーデン・チェイス、ジョン・ツイスト
- 撮影：ハリー・J・ワイルド、W・ハワード・グリーン
- 音楽：リー・ハーライン